# Interalliierte Regierungs- und Plebiszitskommission für Oberschlesien

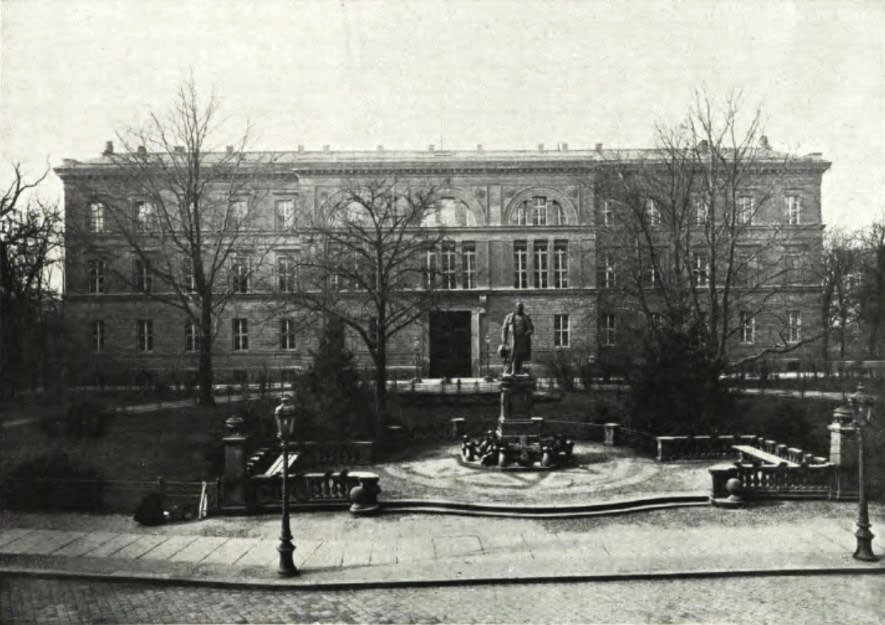
Sitz der Kommission im Gebäude der Alten Regierung in Oppeln

Die Interalliierte Regierungs- und Plebiszitskommission für Oberschlesien (Eigenschreibweise mit Binnen-S, jedoch in heutiger Forschungsliteratur oftmals Plebiszitkommission, französisch: Commission Interalliée de Gouvernement et de Plébiscite de Haute Silésie (C.I.H.S.)) war ein Kontrollgremium der Siegermächte des Ersten Weltkrieges, welches die Verwaltung der Region Oberschlesien sowie die Durchführung einer Volksabstimmung in Oberschlesien nach den Bestimmungen des Versailler Friedensvertrags zum Auftrag hatte. 
Die Kommission übernahm am 11. Februar 1920 die Regierungsgewalt in dem Gebiet und blieb bis zum 10. Juli 1922 im Amt.

## Grundlagen und Aufgaben
Grundlage für die Arbeit der Kommission war Artikel 88 des Versailler Vertrags. Ihre Aufgabe war es, das für das Gebiet vorgesehene Plebiszit vorzubereiten und durchzuführen. Um faire und unbeeinflusste Abstimmungsbedingungen sicherzustellen, sollte die Kommission im Abstimmungsgebiet auch die Regierungsgewalt übernehmen und diese bis zur Umsetzung einer von der Pariser Botschafterkonferenz getroffenen Entscheidung über die territoriale Zuordnung Oberschlesiens ausüben.
Die Interalliierte Kommission für Oberschlesien bereitete sich zwischen November 1919 und Januar 1920 für ihre Aufgabe zunächst mit gemeinsamen Absprachen der drei Interalliierten Plebiszitskommissionen (neben Oberschlesien, waren dies die Kommissionen für die Plebiszite in Allenstein und Marienwerder) vor. Weitere wesentliche Vorarbeiten hatte bereits im Oktober 1919 die Internationale Kommission für das Plebiszit in Schleswig geleistet. Die Ergebnisse bildeten die Grundlage für eine am 9. Januar 1920 unterzeichnete Übereinkunft zwischen der Entente und dem Deutschen Reich, die nach den beiden Unterzeichnenden, Henri le Rond und Ernst von Simson, benannte „Le-Rond-von-Simson-Vereinbarung“.

## Aufbau und verfügbare Mittel

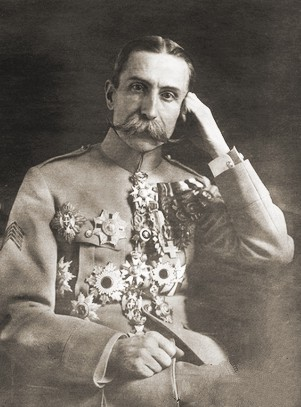
General Henri Le Rond, der Vorsitzende der Interalliierten Kommission und Vertreter Frankreichs (vor 1922)

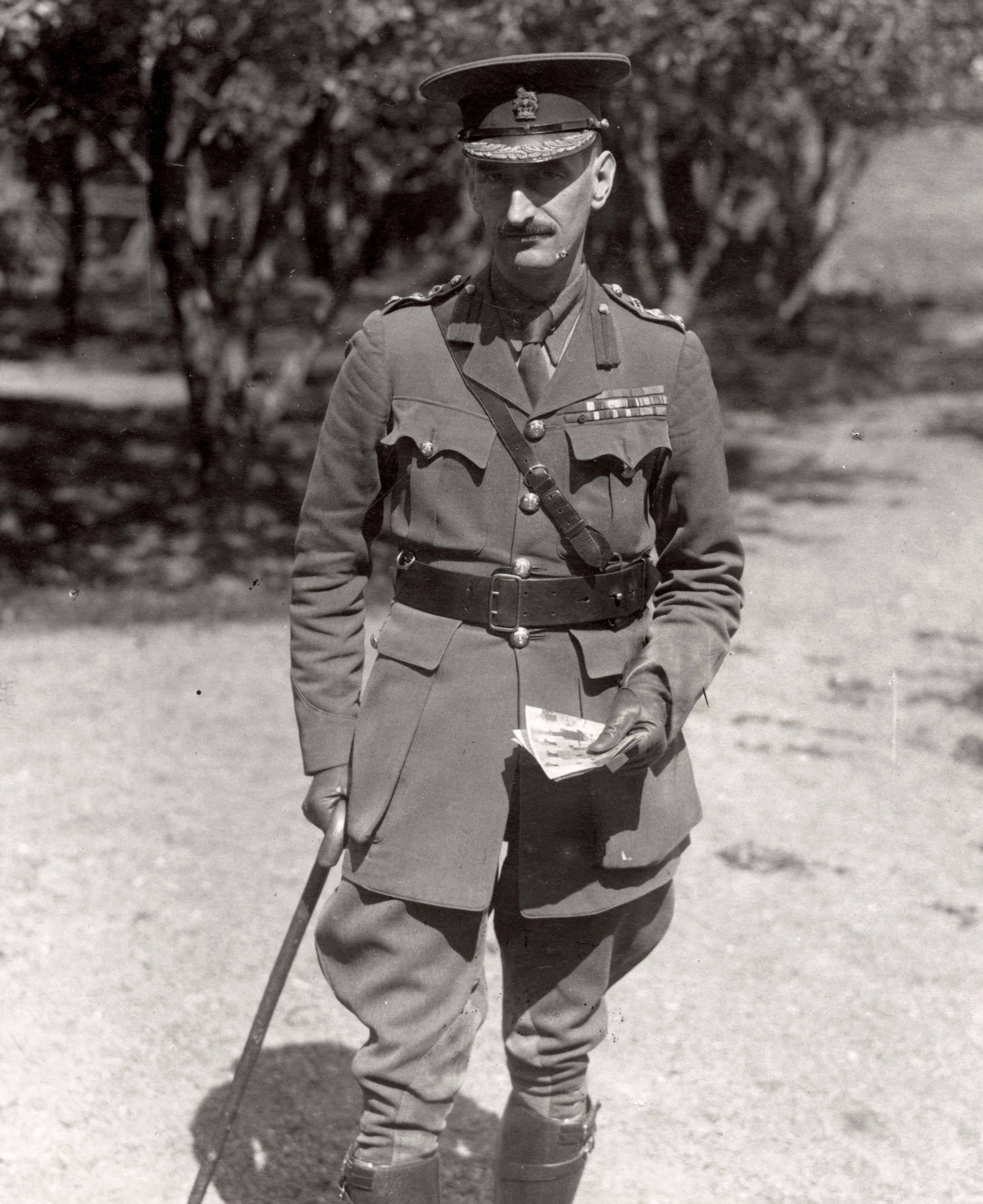
Colonel Harold Percival, der britische Vertreter in der Interalliierten Kommission (1920/1921)

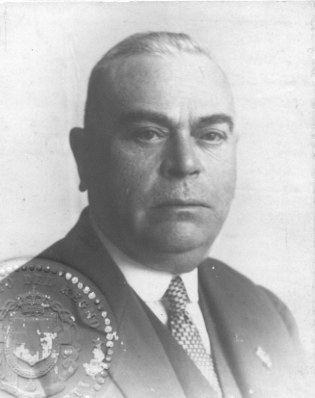
General Alberto de Marinis, italienischer Vertreter in der Interalliierten Kommission (vor 1940)

Die Kommission sollte ursprünglich vier Mitglieder haben, je eines der vier Siegermächte des Ersten Weltkriegs: Frankreich, Großbritannien, Italien und die USA. Da der US-Senat jedoch im November 1919 die Ratifizierung des Versailler Vertrags verweigerte, blieb der Sitz der USA in der Kommission vakant.
Frankreich entsandte General Henri Le Rond, der bei den Friedensverhandlungen bereits die Kommission für polnische Angelegenheiten geleitet hatte. Der diplomatisch erfahrene, polyglotte und energische Le Rond bestimmte über weite Strecken das Handeln der Kommission. Le Rond neigte gemäß der Haltung seiner Regierung in aller Regel der polnischen Position zu. Großbritannien entsandte Colonel Harold Percival, der eher für die deutsche Position eintrat, jedoch nur wenig Erfahrung mit vergleichbaren Aufgaben hatte und von seiner Regierung kaum Unterstützung erhielt. Der dritte Kommissar war General Alberto De Marinis, der, wie auch die italienische Regierung, zunächst keine klare Haltung zur oberschlesischen Frage hatte. Der Brite Harold Percival erlitt nach dem Dritten Schlesischen Aufstand im Mai 1921 einen Nervenzusammenbruch und wurde von seiner Regierung durch den erfahrenen Verwaltungsfachmann Sir Harold Arthur Stuart ersetzt.
Ähnlich wie in Schleswig, verzichtete die Interalliierte Kommission auf die vollständige Übernahme der Verwaltung, sondern ersetzte lediglich den Regierungspräsidenten als Verwaltungsspitze. Die Landräte und Bürgermeister blieben im Amt, ihnen wurden jedoch 20 sogenannte Kreiskontrolleure vorgesetzt, alles Militärs im Rang eines Majors oder Lieutenant Colonels, die alle Entscheidungsbefugnisse im Kreis hatten. Acht der Kreiskontrolleure wurden von Frankreich und jeweils sechs von Großbritannien und Italien ernannt. Zu Beginn hatte die Kommission nur 128 Mitarbeiter zur Verfügung und war damit deutlich unterbesetzt. Die Franzosen stellten davon 69 Mitarbeitende und übernahmen in der Regierung neben dem Vorsitz auch die zentral wichtigen Ressorts Inneres, Finanzen, Militär und Wirtschaft. Die Briten stellten 33 Mitarbeitende und übernahmen die Ressorts Verkehr und Ernährung. Italien entsandte 26 Mitarbeitende und übernahm das Ressort Justiz. Der Leitung jedes Ressorts war jeweils ein Vertreter der beiden anderen Alliierten Mächte mit Verantwortung für einen Unterbereich beigeordnet. Auch wenn sich die Zahl der Mitarbeitenden im Verlauf der Kommissionstätigkeit verdoppelte, blieb die Ausstattung für die immensen Aufgaben dennoch zu knapp.
Zur Wahrung von Sicherheit und Ordnung konnte die Kommission zu Beginn auf ein Truppenkontingent von etwa 15.000 Mann zurückgreifen, von denen die Franzosen mit 12.000 Mann (zehn Bataillone) unter dem Kommando von General Jules Gratier den weitaus größten Anteil stellten. Die restlichen Truppen (drei Bataillone) wurden fast vollständig von Italien gestellt und von Oberst Filippo Salvioni kommandiert. Großbritannien beschränkte sich die meiste Zeit auf eher symbolische Kontingente. Erst gegen Jahresende 1920, und dann als deutliches Zeichen seines Missfallens angesichts der fortdauernden Verzögerung des Plebiszits durch die französische Seite, entsandte Großbritannien vier Bataillone unter dem Kommando von General William Heneker in das Abstimmungsgebiet.
Neben den militärischen Kontingenten konnte die Interalliierte Kommission auch auf die Sicherheitspolizei („Sipo“) zurückgreifen. Diese mehrere tausend Mann starke Truppe war aus den früheren deutschen Grenzschutzeinheiten hervorgegangen und daher zunächst ganz überwiegend mit deutschem Personal ausgestattet. Aufgrund ihres einseitigen Agierens wurde sie als eine der Vereinbarungen zur Beilegung des Zweiten Oberschlesischen Aufstands im Herbst 1920 aufgelöst. Stattdessen wurde eine oberschlesische Polizei ins Leben gerufen, deren Personal zur Hälfte aus Polen bestand, wobei diese ganz überwiegend insgeheim auch Mitglieder der POW waren.
Laut dem Versailler Vertrag hatten die deutsche und die polnische Seite konstruktiv an der Umsetzung des Plebiszits mitzuwirken. In diesem Sinne ernannten beide Seiten sogenannte Abstimmungskommissare, die als Verbindungspersonen zur Alliierten Plebiszitskommission wirkten. Für Deutschland war dies Kurt Urbanek, der Bürgermeister von Roßberg. Die polnische Seite benannte den Schlesier Wojciech Korfanty, der 1903 als erster Abgeordneter für die Polnische Nationaldemokratische Partei in den Deutschen Reichstag eingezogen war und der sich dort im Herbst 1918 in einer vielbeachteten Rede für einen Anschluss der polnischsprachigen Gebiete des Deutschen Reichs an das wiedergegründete Polen ausgesprochen hatte.

## Die Tätigkeit der Kommission

### Vorbereitung des Plebiszits
Der Versailler Vertrag trat am 10. Januar 1920 in Kraft. Ab dem 20. Januar 1920 trafen die alliierten Bataillone in Oberschlesien ein und begann der Rückzug der deutschen Truppen. Die Interalliierte Kommission nahm am 11. Februar 1920 unter der offiziellen Bezeichnung Commission Interalliée de Gouvernment et de Plebiscite ‚Interalliierte Regierungs- und Plebiszitskommission für Oberschlesien‘ ihre Arbeit auf. Ihren Sitz nahm sie in der Alten Regierung in Oppeln, dem ehemaligen Amtsgebäude des Regierungsbezirks Oppeln. 

Gleich zu Beginn ihrer Arbeit am 11. Februar 1920 erließ die Interalliierte Kommission eine Bekanntmachung, in der sie ihre aus dem Versailler Vertrag herrührende Aufgabe zur Durchführung einer fairen Abstimmung erläuterte und eindringlich vor jeder Art von Gewalttaten, Störung des öffentlichen Friedens, Amts- und Machtmissbrauch warnte. So schloss diese erste Proklamation mit den Worten 

„Die auf wahre Freiheit gegründete, den Oberschlesiern von den alliierten Mächten gewährte Gerechtigkeit setzt eine entsprechende Rücksicht auf aufrichtige Achtung für die Aeusserung des Willens des Nächsten voraus. Auch in dieser Beziehung wird die interalliierte Kommission ihre Kontrolle scharf und genau ausüben.“

In den folgenden Tagen und Wochen erließ sie eine Reihe weiterer Verordnungen (décrets, englisch decrees) um ihre Regierungsgewalt abzusichern. So wurden Vorschriften für das Rechtswesen erlassen, die Ein- und Ausreise aus dem Abstimmungsgebiet, der Versand verschlüsselter Telegramme untersagt, neue Briefmarken eingeführt und eine Amnestie für politische Vergehen verfügt. Am 12. Februar wurde die Abgabe aller Schusswaffen, Munition und Explosivstoffe im Abstimmungsgebiet verordnet (mit Ausnahmeregelungen für Jäger und den Bergbau), und am 15. Februar wurden neue Personalausweise für alle im Abstimmungsgebiet lebenden Personen ab 16 Jahre eingeführt. Von besonderer Bedeutung war weiterhin die Einführung einer eigenständigen Gerichtsbarkeit am 11. März 1920, indem in Oppeln ein eigenes Berufungsgericht, ein Oberster Gerichtshof sowie ein Sondergericht für Oberschlesien eingeführt wurden. Nach scharfem Protest der Reichsregierung und einem Streik der Richter in Oberschlesien, wurden im Sommer 1920 die üblichen Rechtswege wieder hergestellt, nur das Sondergericht blieb bestehen.
Einen besonderen Streitpunkt bildete der Umgang mit den sogenannten „Heimkehrern“ (in Polen ist für diese Gruppe der Begriff Emigranci ‚Emigranten‘ üblich). Gemeint ist die Gruppe der gebürtigen Oberschlesier, die vor der Abstimmung aus dem Gebiet weggezogen waren, jedoch laut Versailler Vertrag dennoch stimmberechtigt waren. Die polnische Seite versuchte über Le Rond ab November 1920 das Stimmrecht für gebürtige, nicht mehr im Abstimmungsgebiet lebende Oberschlesier zurücknehmen zu lassen. Dies wiederum wurden vom Briten Percival, der hier im Wesentlichen die deutsche Position vertrat, mit Verweis auf den Wortlaut des Versailler Vertrags kategorisch abgelehnt. Nachdem deutlich wurde, dass die polnische Seite das Stimmrecht für Heimkehrer/Emigranten nicht würde wieder abschaffen können, versuchte die französische Delegation, für diese Gruppe entweder einen gesonderten Abstimmungstag oder die Abstimmung außerhalb Schlesiens durchzusetzen, stieß aber auch in dieser Frage auf Widerstand.
Erst am 28. Februar 1921 wurde das Regelwerk für das Plebiszit verbindlich festgelegt worden, auch hierüber hatte es bis zuletzt Streit gegeben.

### Innere Konflikte
Bereits nach wenigen Monaten war die Interalliierte Kommission durch die grundlegend verschiedenen Positionen der französischen und britischen Regierung in der Oberschlesienfrage, die von Le Rond und Percival jeweils nachdrücklich vertreten wurden, innerlich zerrüttet. Zu den wesentlichen Streitfragen gehörte einerseits der Zeitpunkt des Plebiszits. Während die Briten eine zügige Abstimmung forderten, versuchte Le Rond den Termin so weit als möglich hinauszuzögern. Hintergrund hierfür war eine entsprechende Bitte der polnischen Regierung, die sich für eine spätere Abstimmung einen größeren Erfolg der eigenen Plebsizitkampagne und zugleich einen schwindenden Einfluss der von Deutschland beherrschten Verwaltungen ausrechnete.
Versuche der britischen Regierung, den äußerst dominant auftretenden Le Rond abberufen zu lassen, scheiterten. Gegen Jahresende 1920 verlor die britische Regierung schließlich die Geduld. Am 30. Dezember 1920 beschloss sie demonstrativ die Entsendung von vier Bataillonen in das Abstimmungsgebiet für die baldige Durchführung des Plebiszits. Auch auf der Botschafterkonferenz am 9. Februar 1921 machte sie deutlich, dass sie keine weitere Verzögerung akzeptieren werde. Weitere zwei Wochen später, beim Treffen des Rats der Vier am 21. Februar 1921, wurde schließlich der Tag der Volksabstimmung förmlich auf den 20. März 1921 festgelegt.

### Die Volksabstimmung in Oberschlesien
Die Volksabstimmung am 20. März 1920 erlebte eine sehr große Stimmbeteiligung von 97,6 %. Gleichwohl und trotz der gewaltsamen Auseinandersetzungen in den Monaten fand das Plebiszit weitgehend friedlich und organisatorisch reibungslos statt. Die Auszählung und Zusammenstellung der Ergebnisse wurde erst am 24. April abgeschlossen, die Veröffentlichung erfolgte gar erst am 7. Mai 1921. Da die Ergebnisse jedoch in groben Zügen bereits am Tag nach der Abstimmung auf die eine oder andere Weise an die Öffentlichkeit gelangten, steigerte die Wartezeit die allgemeine Anspannung weiter.
Die Abstimmungsergebnisse auf Gemeindeebene sollten die Grundlage für einen Teilungsvorschlag für Oberschlesien liefern, waren dafür jedoch kaum geeignet. Einerseits klafften die Ergebnisse zwischen den Gemeinden extrem auseinander. Zugleich zeigte sich ein Flickenteppich aus pro-deutschen und pro-polnischen Gemeinden, sodass die Bildung eines geschlossenen Gebiets nicht möglich war. Zugleich reklamierten die Regierungen Deutschlands und Polens den Sieg für sich. Polen forderte eine Trennung des Gebiets entlang der sogenannten Korfanty-Linie, während die Reichsregierung den vollständigen Verbleib bei Deutschland forderte. Im Mai brachen die Feindseligkeiten in zuvor nicht gekannter Stärke neu aus. Der bis Juli dauernde Dritte Schlesische Aufstand war praktisch ein deutsch-polnischer Stellvertreterkrieg, in dem gut organisierte paramilitärische Verbände aufeinandertrafen.
In dieser Situation versuchte die Kommission einen gemeinsamen Teilungsvorschlag für Oberschlesien zu formulieren, scheiterte daran jedoch. Letztlich übermittelte die Kommission zwei teilungsvorschläge an die Pariser Botschafterkonferenz: Die sogenannte „Le-Rond-Linie“, die nah an der polnischen Forderung lag, sowie die sogenannte „Percival-de-Marinis-Linie“, die nur geringfügige Gebietsabtretungen an Polen vorsah und den Großteil des oberschlesischen Industriegebiets bei Deutschland beließ.
Nachdem auch in Paris keine Einigung erzielt werden konnte, wurde die Angelegenheit schließlich an den Völkerbund verweisen. Dieser setzte seinerseits eine Kommission ein, der schließlich einen Schiedsvorschlag zur Teilung unterbreitete. Weiterhin wurde darin gefordert, dass Deutschland und Polen zwingend ein Abkommen miteinander auszuhandeln hätten, in dem die komplizierte allmähliche Entflechtung des Teilungsgebiets, sowohl der Industrieanlagen als auch der sozialen und rechtlichen Verbindungen in einer Übergangsperiode von 15 Jahren einvernehmlich zu regeln sei. Die Umsetzung des Abkommens solle von einer fünfköpfigen gemeinsamen Kommission überwacht werden, wobei Deutschland und Polen je zwei Mitglieder benennen und der Vorsitz vom Völkerbund benannt würde.
Die Botschafterkonferenz in Paris machte sich diesen Schiedsspruch am 19. Oktober 1921 zu eigen und teilte dies am 20. Oktober 1921 der deutschen und der polnischen Regierung mit. Der polnische Sejm akzeptierte den Beschluss am 26. Oktober 1921 förmlich. In Deutschland trat am 25. Oktober 1921 die Regierung von Joseph Wirth zurück, um am folgenden Tag die Annahme des Abkommens mit der Vertrauensfrage über die neugebildete Minderheitenregierung (Kabinett Wirth II) zu verbinden.

### Beendigung der Arbeit der Kommission
Die Ausarbeitung des Deutsch-Polnischen Abkommens zog sich mehrere Monate hin, die Unterzeichnung erfolgte schließlich am 15. Mai 1922. Interalliierte Kommission blieb in dieser Zeit weiter in der Regierungsverantwortung für das Abstimmungsgebiet. Sie beendet ihre Arbeit Mitte Juli 1922, mit einer schrittweisen Übergabe des Abstimmungsgebiets an Deutschland und Polen.